# College Station (Texas)
College Station és una població dels Estats Units a l'estat de Texas. Segons el cens del 2006 tenia 74.125 habitants.

## Demografia
Segons el cens del 2000, College Station tenia 67.890 habitants, 24.691 habitatges, i 10.370 famílies. La densitat de població era de 651,1 habitants/km².
Dels 24.691 habitatges en un 21% hi vivien nens de menys de 18 anys, en un 32,2% hi vivien parelles casades, en un 6,8% dones solteres, i en un 58% no eren unitats familiars. En el 27,1% dels habitatges hi vivien persones soles el 2,4% de les quals corresponia a persones de 65 anys o més que vivien soles. El nombre mitjà de persones vivint en cada habitatge era de 2,32 i el nombre mitjà de persones que vivien en cada família era de 2,98.
Per edats la població es repartia de la següent manera: un 14,4% tenia menys de 18 anys, un 51,2% entre 18 i 24, un 21,3% entre 25 i 44, un 9,4% de 45 a 60 i un 3,6% 65 anys o més.
L'edat mediana era de 22 anys. Per cada 100 dones de 18 o més anys hi havia 104 homes.
La renda mediana per habitatge era de 21.180$ i la renda mediana per família de 53.147$. Els homes tenien una renda mediana de 38.216$ mentre que les dones 26.592$. La renda per capita de la població era de 15.170$. Aproximadament el 15,4% de les famílies i el 37,4% de la població estaven per davall del llindar de pobresa.

## Poblacions més properes
El següent diagrama mostra les poblacions més properes.